# 五十里ダム
五十里ダム（いかりダム）は、栃木県日光市、一級河川・利根川水系男鹿川に建設されたダム。
国土交通省関東地方整備局が管理する高さ112.0mの重力式コンクリートダムで、男鹿川及び合流先の鬼怒川、利根川の治水と栃木県営の水力発電を目的とし、同水系において最初に完成した多目的ダムである。ダムによって形成された人造湖は五十里湖（いかりこ）と命名され、日光国立公園に指定されている。

## 地理
ダムが建設されている男鹿川は利根川水系の主要な河川・鬼怒川の支流である。栃木県・福島県境を水源として南へ流れ、途中海尻橋付近で右側より湯西川を合わせ、ダム地点を通過した後川治温泉付近で鬼怒川に注ぐ。ダムは男鹿川と鬼怒川の合流点からわずか1〜2km上流の地点に建設された。なお合流部から西へ延びている鬼怒川のすぐ上流に川治ダムがあり、さらに上流に行くと川俣ダムがある。また、五十里湖に注ぐ湯西川に湯西川ダムがあり、一括して鬼怒川上流ダム群（詳細は#目的の項）が形成されている。
ダムが建設された当時の所在地は塩谷郡藤原町であったが、平成の大合併に伴って現在は日光市となっている。
ここを通る会津西街道には会津藩が関所を置いて宿場町ができており、江戸からちょうど五十里（1里は約4.0kmであるので、約200km）にあることから「五十里関」「五十里宿」の名があった。「五十里ダム」の名はこれに因んでいる。

## 沿革
鬼怒川の洪水調節用ダム建設計画は1924年（大正13年）から始まり利根川水系でも歴史が深い。当初は上流の海尻（現・海尻橋付近）地点にダムを予定し1931年（昭和6年）より工事に着手したが掘削中に多数の断層を発見、建設を断念した。その後1935年（昭和10年）旧内務省は全国7河川1湖沼において河水統制事業を立案し、その中で鬼怒川も対象となり1941年（昭和16年）より海尻地点に高さ100m級のロックフィルダムを建設する計画に着手したが戦争により中断した。
戦後、建設省（現国土交通省関東地方整備局）発足後に再度建設地点の検討を行ったが海尻地点は予想以上に建設費が掛かる事から放棄され、より岩盤が堅固で安定した現在の五十里地点にダム建設を計画。利根川水系の大ダム第1号として型式も重力式コンクリートダムに変更して建設を進め、1956年（昭和31年）に完成した。
工事中には、1953年の台風第13号による豪雨のため男鹿川が氾濫、作業現場の工事用変電設備や機械修理工場、飯場10棟が倒壊・流出し、作業員200人が被災する災害にも直面した。

## 目的

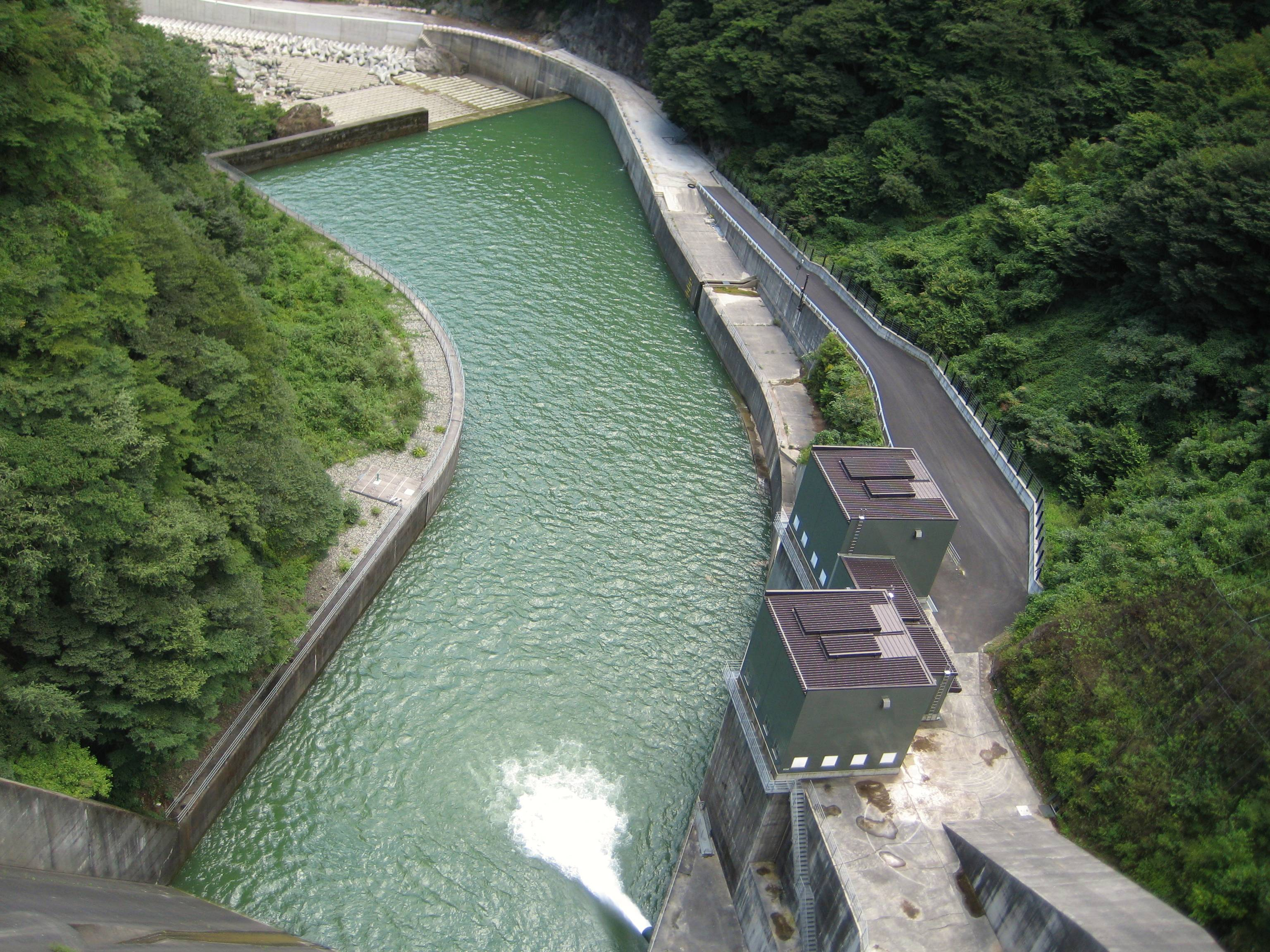
五十里ダムの放流設備

利根川水系において最初の多目的ダムかつ100m級のダムであり、堤高は112.0mで完成当時は日本一の高さを誇るダムであった。洪水調節・不特定利水・発電が目的である。近年、洪水調節機能を更に高めるために、ダムを貯水したまま堤体に穴を開け放流トンネルを2本増設する工事が行われた。この際45年振りに掘り出されたコンクリートは、全く劣化していなかった。
五十里ダム完成後は鬼怒川本川におけるダム建設が進められた。ダムから山を西側に越えると1983年（昭和58年）に完成した川治ダム（アーチ式コンクリートダム・高さ140.0m）があり、その上流には1966年（昭和41年）に完成した川俣ダム（アーチ式コンクリートダム・高さ117.0m）がある。何れも鬼怒川本川に建設され、鬼怒川流域の治水や首都圏への利水に役立っている。
更に海尻付近で五十里湖に注ぐ右支川・湯西川に湯西川ダムが建設され2012年（平成24年）3月に完成した。
五十里ダムを始め川治ダム・川俣ダム、そして湯西川ダムは「鬼怒川上流ダム群」と呼ばれ、何れも国土交通省鬼怒川ダム統合管理事務所が総合的な管理業務を行っている。又湖水の有効利用を図り利水を強化する目的で「鬼怒川上流ダム群連携事業」が行われ、2005年（平成17年）に竣工している。これはトンネルを通じ五十里湖と八汐湖（川治ダム湖）の湖水を融通、無駄な放流をなくし利水効率を上げる目的を持つものである。

## 観光

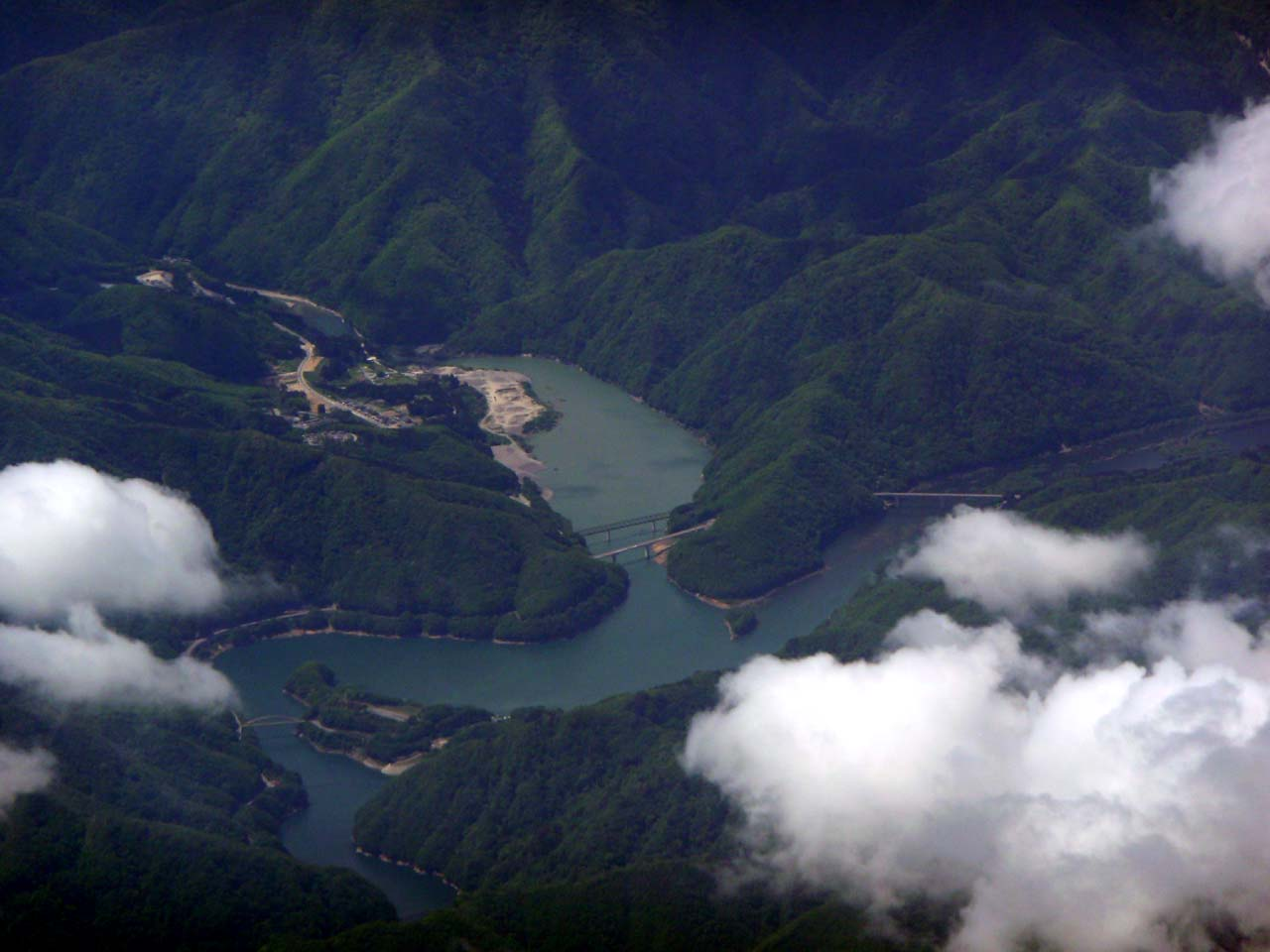
五十里湖（海尻付近）空撮画像
中央部は湯西川に架かる野岩鉄道会津鬼怒川線の湯西川橋梁と国道121号の赤夕大橋。
写真奥の部分に湯西川ダムが建設される。

ダムは日光国立公園内にあり、川治温泉から至近距離にある。また、鬼怒川温泉・湯西川温泉や龍王峡、日塩道路経由で塩原温泉郷にも近いため観光地化されている。毎年5月5日近くになると、ダム堤体上に多数のこいのぼりが泳ぎ、見物客の目を楽しませている。

## 過去に存在した湖
現在ある人造のダム湖の名は五十里湖と名付けられているが、かつて江戸時代にも天然ダムによる堰き止め湖があった。
1683年（天和3年）、関谷断層が動いたためとされる日光地震（推定M7.0）が起き、現在の葛老山の山体が北東側に崩れて男鹿川を堰き止めた（現在の湯西川温泉駅から2キロメートルほど下流の海尻橋付近。海尻という小字名はかつての湖尻に因む）。五十里宿は街道ごと湛水した湖に沈んでしまった。会津藩は排出路工事を行い街道の復旧を計ったがうまくいかず、江戸往来への迂回路に那須連山を抜ける会津中街道の整備を余儀なくされた。この堰き止め湖は堰堤底からの高さが70メートルほどもあり、湛水面積は現在の五十里湖より大きかったという。
堰き止め湖は40年後の1723年（享保8年）、秋の長雨と台風による増水で決壊し、合流する鬼怒川の下流で洪水が発生、約1,200人が犠牲となった（五十里洪水）。なお、この洪水で洗われた川岸で湯が湧き出し、これが川治温泉だという。これらは当時の寓話を集めた「月堂見聞集」「慶安元禄間記」などの他、日光東照宮の輪番記録にも残されている。

## ギャラリー

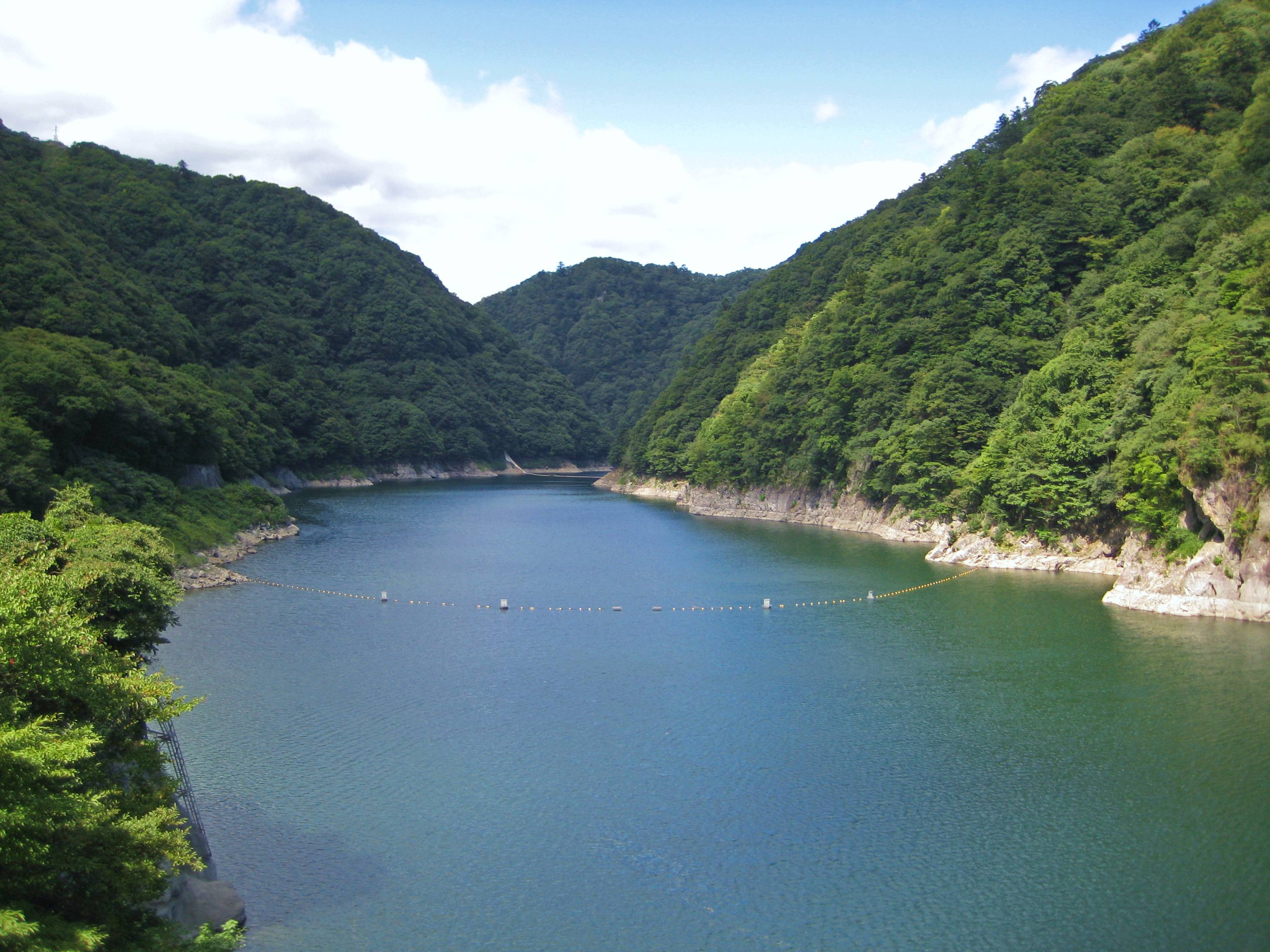
五十里湖
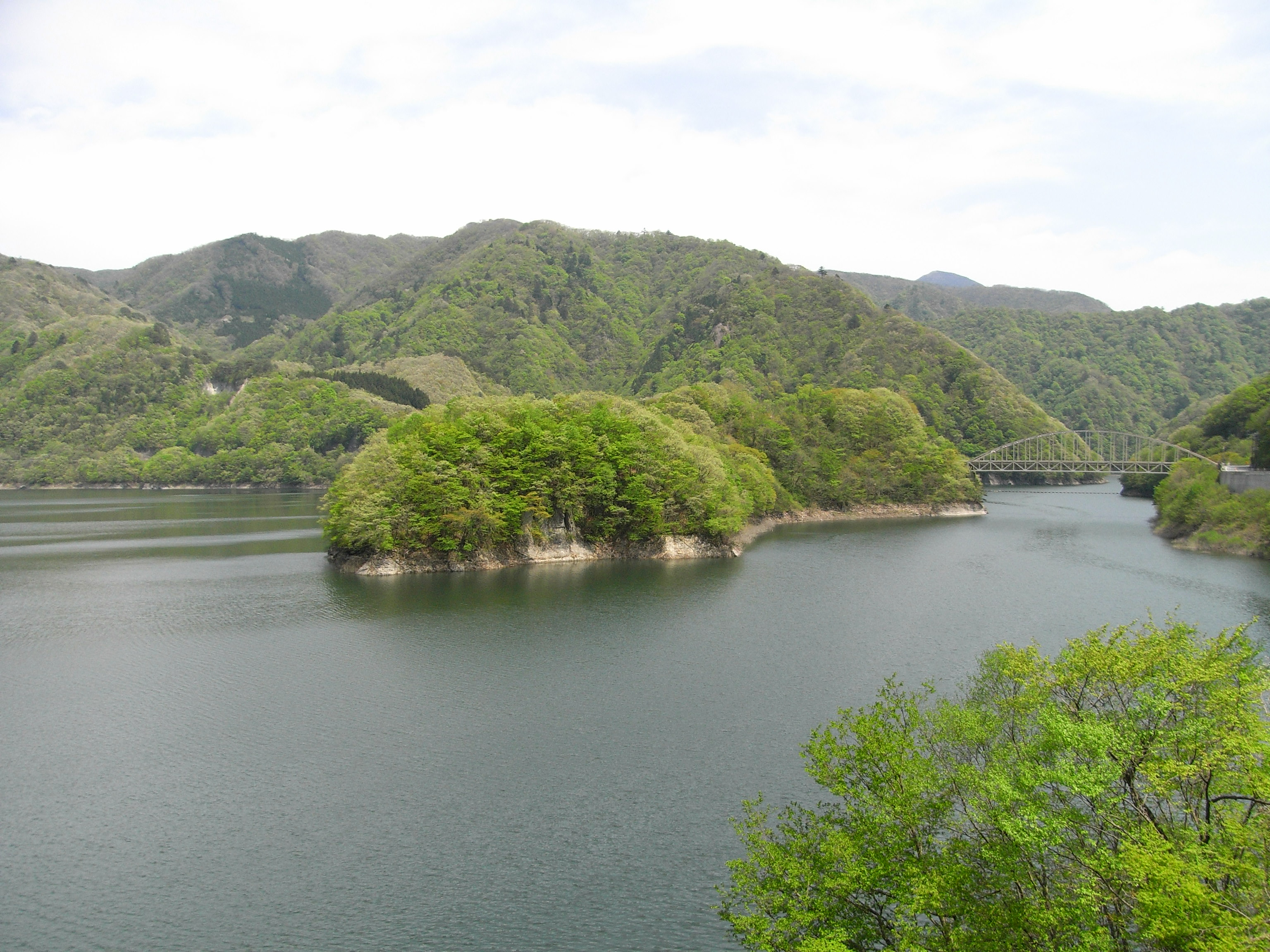
五十里湖と海尻橋 かつてのダム建設予定地。
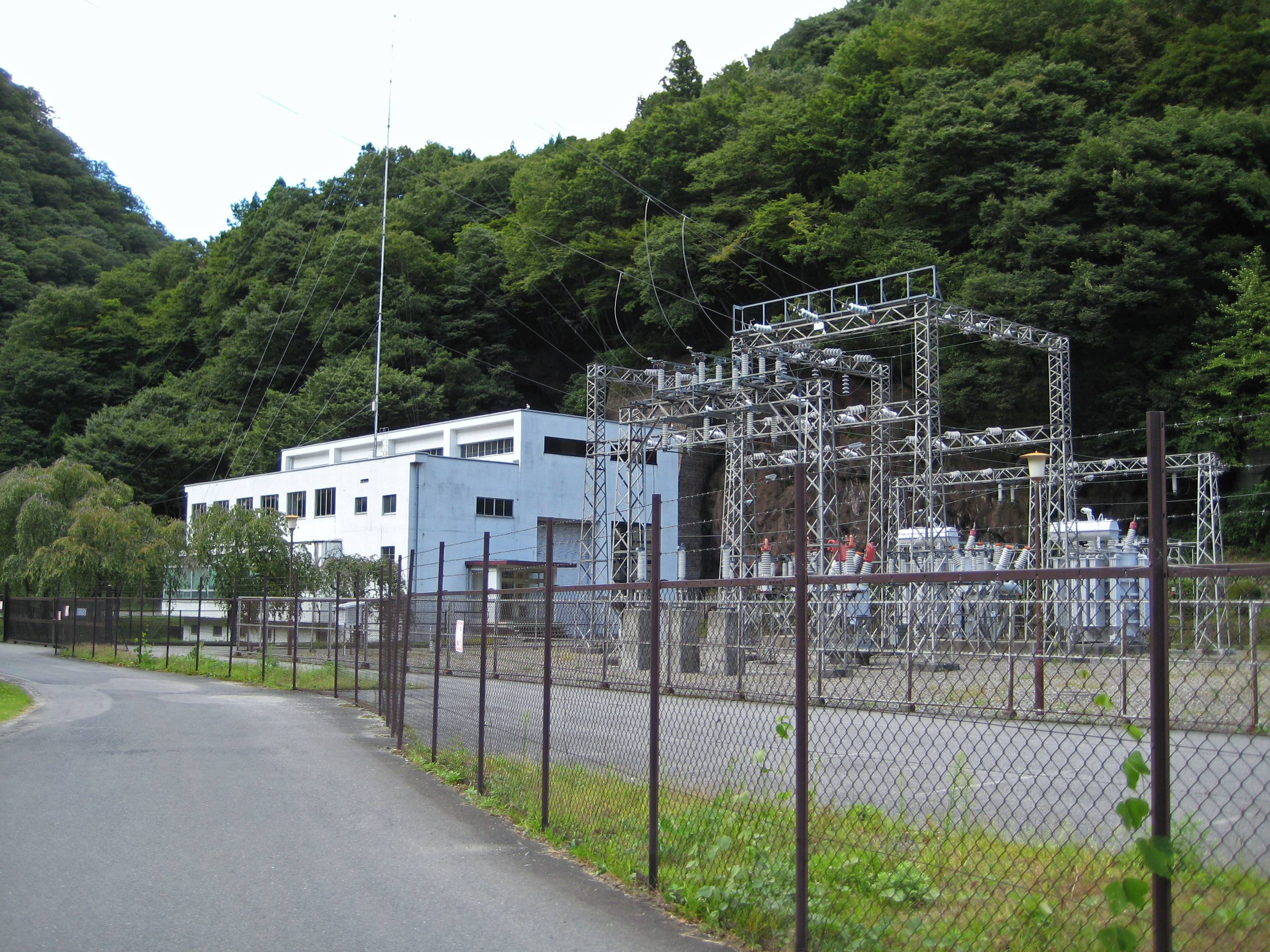
川治第一発電所
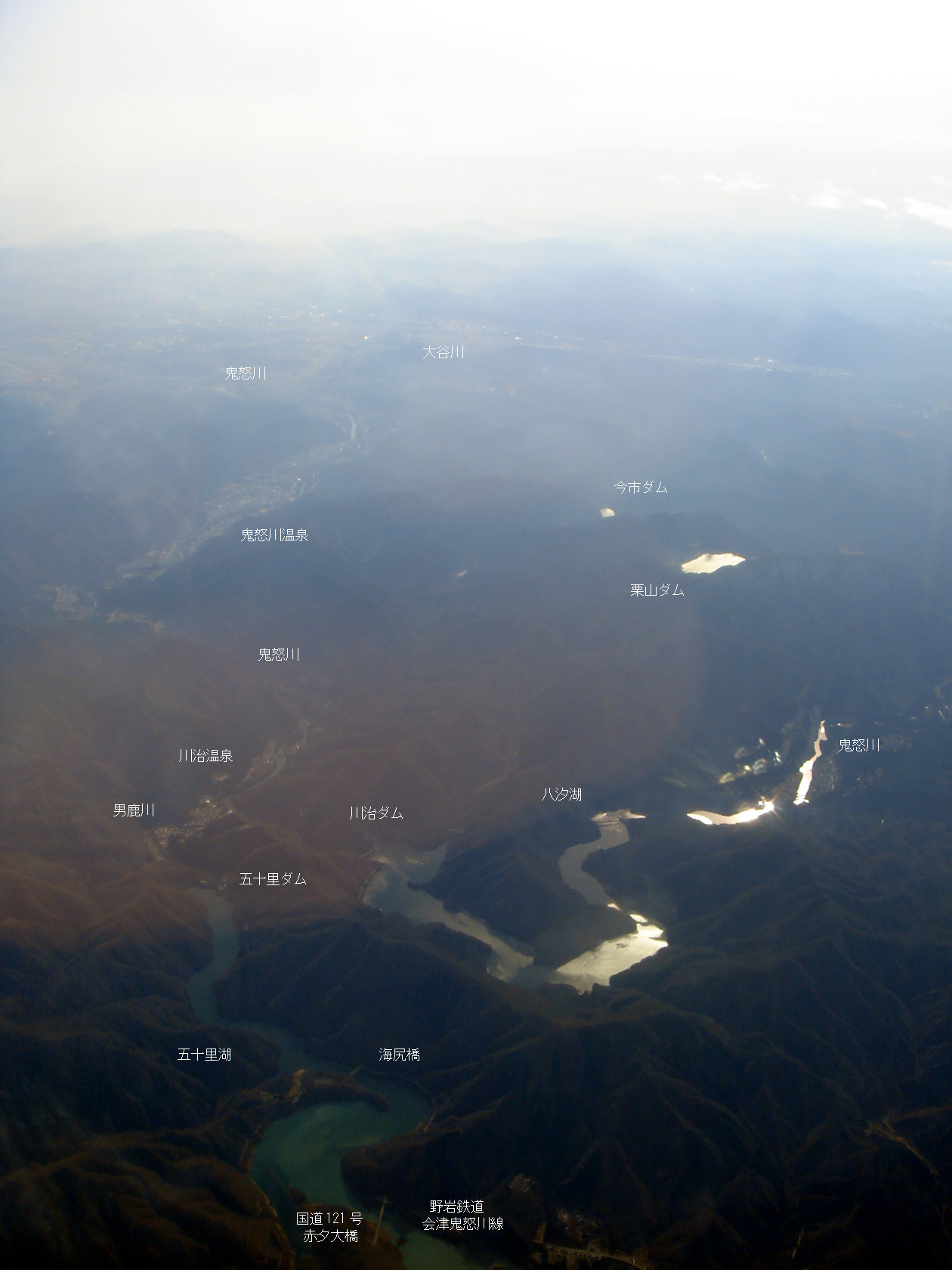
鬼怒川上流ダム群
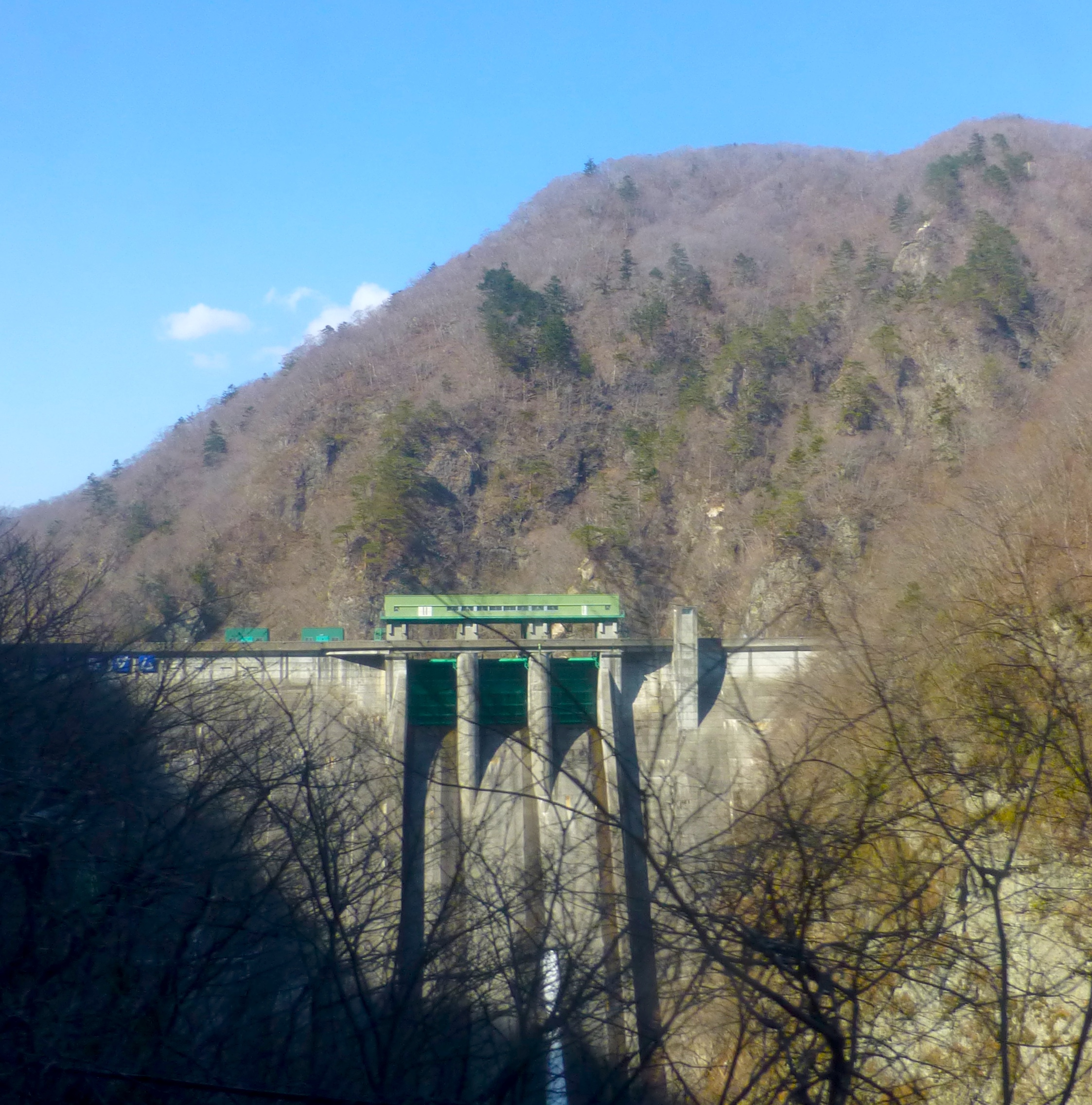
五十里ダム、2014年
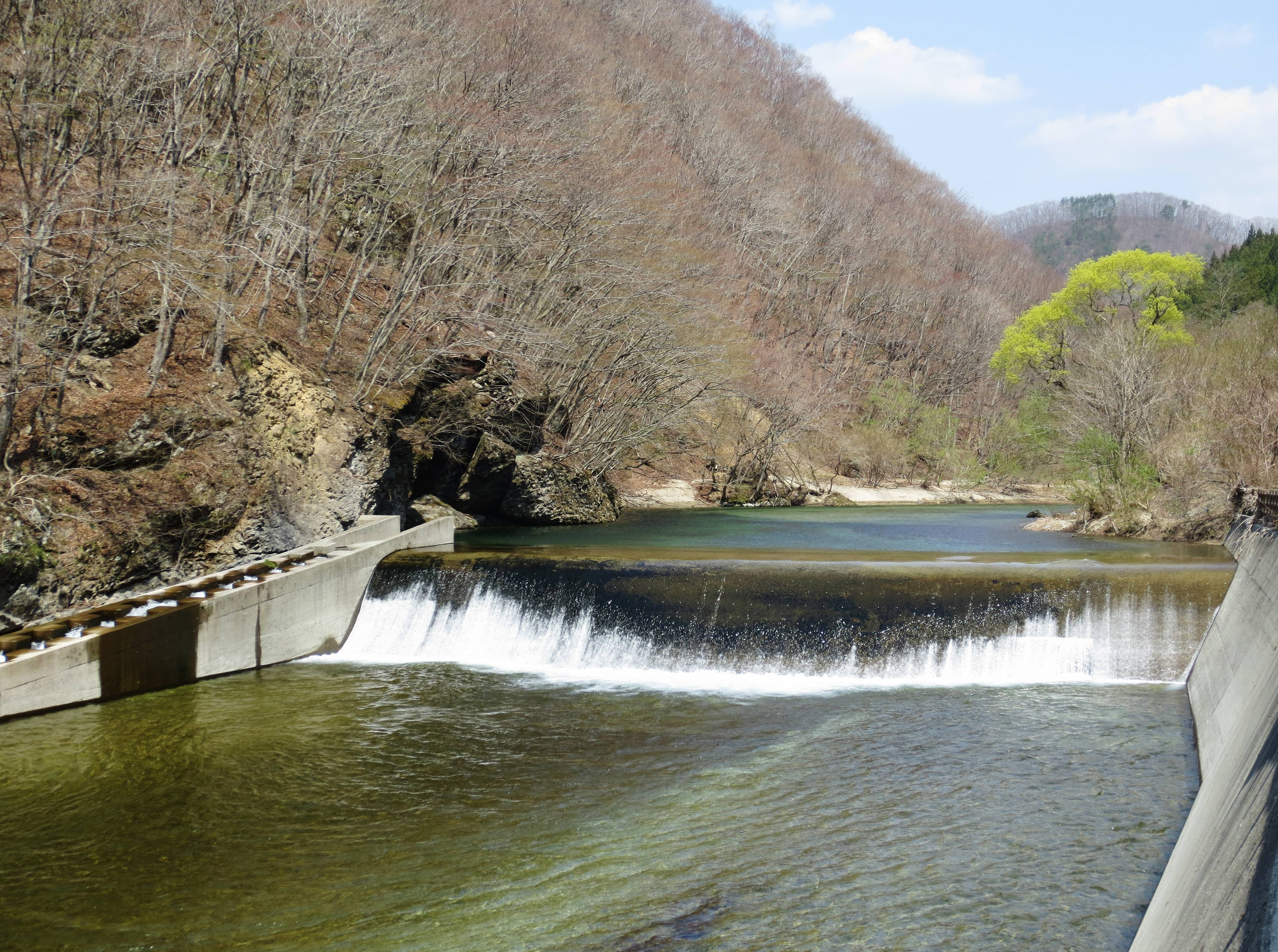
上流の貯砂ダム（地蔵岩えん堤）
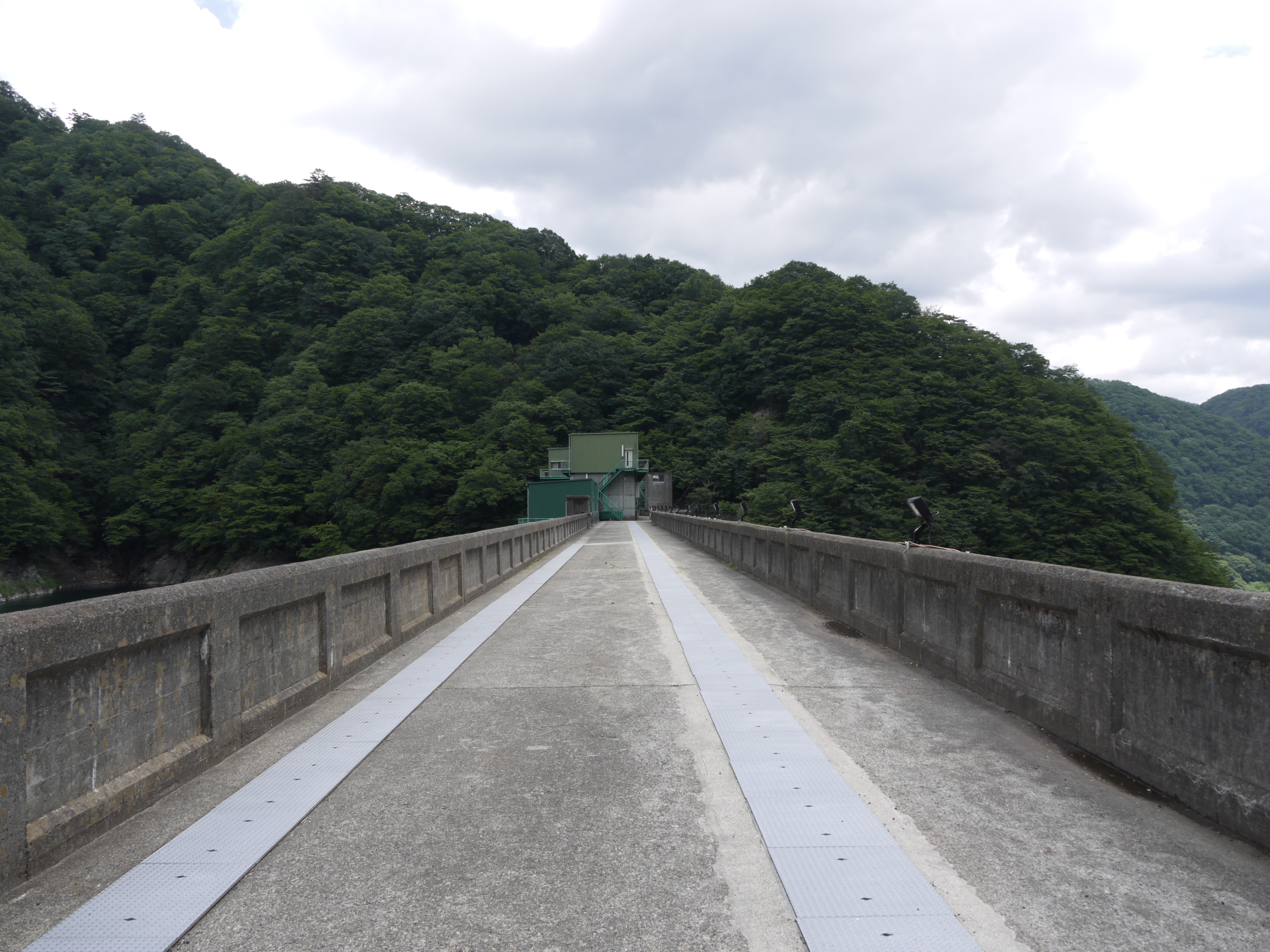
天端は道になっていて歩くことができる（2013年6月23日）